# Nin (Croacia)
Nin es una ciudad de Croacia en el condado de Zadar.

## Geografía
Se encuentra a una altitud de 0 m s. n. m. a 294 km de la capital nacional, Zagreb.

## Demografía
En el censo 2011 el total de población de la ciudad fue de 2 744 habitantes, distribuidos en las siguientes localidades:
- Grbe - 190
- Nin - 1 132
- Ninski Stanovi - 358
- Poljica-Brig - 276
- Zaton - 580
- Žerava - 208

| Gráfica de población de Nin 1857-2011                               |
|                                                                     |
| Según los censos de población de la oficina estadística de Croacia. |